# Heinrich Wohlert
Heinrich Ernst Alexander Wohlert (* 18. Juni 1861 in Lübeck; † 6. März 1924 ebenda) war ein deutscher Bibliothekar.

## Leben

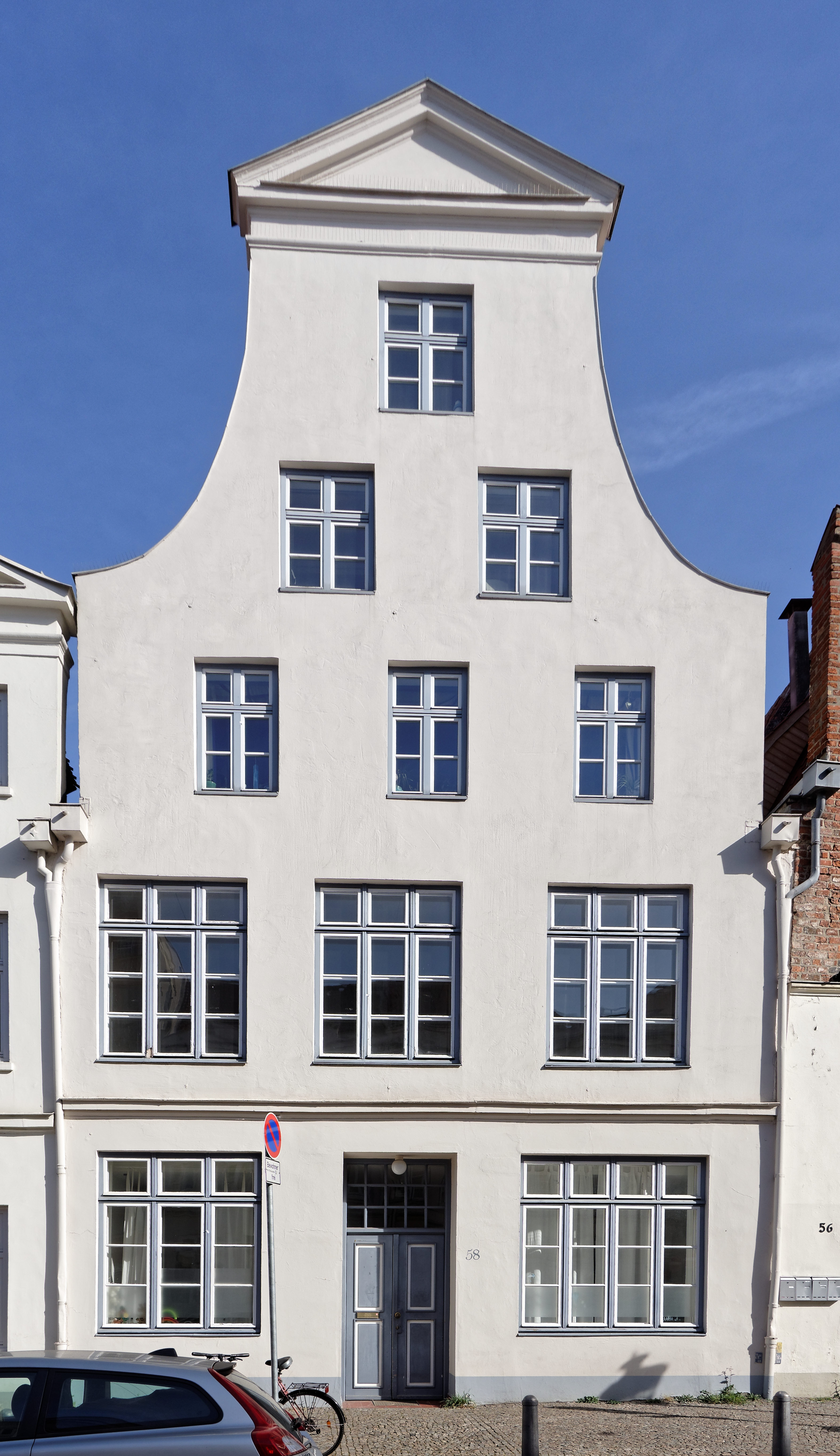
Engelsgrube 58, Elternhaus von Heinrich Wohlert

Wohlert stammte aus einer Lübecker Kaufmannsfamilie. Er war das zweite von vier Kindern und der älteste Sohn von August Heinrich Peter Wohlert (1824–1900) und seiner Frau Berta, geb. Deecke (1834–1902), einer Tochter von Ernst Deecke, Schwester von Wilhelm Deecke und Halbschwester von Hermann Deecke. Seine Schulzeit verbrachte er auf dem Katharineum zu Lübeck bis zum Abitur Ostern 1881. Im Gegensatz zur Familientradition wurde er nicht Kaufmann, sondern studierte von 1881 bis 1885 und 1887 bis 1888 Philologie, Philosophie und Geschichte, unter anderem an der Universität Straßburg. Er gehörte zum Freundeskreis von Franziska zu Reventlow, seine Schwester Käthe Wohlert (1870–1936) war ihre Klassenkameradin am Roquetteschen privaten Lehrerinnenseminar.
Zum 1. Oktober 1893 trat er als Bibliotheksgehülfe in den Dienst der Stadtbibliothek Lübeck. Zu diesem Zeitpunkt war er neben dem Direktor Carl Curtius, der bis 1903 noch Professor am Katharineum war, und Theodor Hach, seit 1889 nebenamtlich als Bibliotheksgehülfe tätig, der einzige hauptamtliche wissenschaftliche Mitarbeiter der Bibliothek. Im Laufe der Jahre stieg er bis zum 1. Bibliothekar auf. Bei der Nachfolgeregelung von Curtius 1919 entschied sich die Oberschulbehörde jedoch für den Reformer und Sozialdemokraten Willy Pieth. 1923 erhielt er die Beförderung zum Oberbibliothekar.
Wohlerts Hauptwerk war 1911 die Herausgabe der 5. Auflage der von seinem Großvater Ernst Deecke 1852 publizierten Lübische Geschichten und Sagen; dabei versah er das beliebte Werk erstmals mit ausführlichen Quellen- und Literaturnachweisen.
Wohlert war nicht verheiratet und lebte bei seiner Schwester in der Viktoriastraße 12. Er wurde auf dem Burgtorfriedhof beigesetzt. Aus seinem Nachlass kamen 82 Werke an die Stadtbibliothek.
Erich Mühsam schrieb aus Anlass des Todes von Wohlert in sein Tagebuch, er habe ihn als „grundgescheiten, grundgelehrten und grundgutmütigen Mann in sehr freundlicher Erinnerung“. Wohlert war einer der wenigen, die wussten, wer der anonyme Verfasser von Mühsams Jugendwerken war.

## Werke
- Zur Geschichte des Badens und Schwimmens in Lübeck. Lübeck: Borchers 1898
- (Hrsg.): Ernst Deecke: Lübische Geschichten und Sagen. 5. Auflage mit Quellen und Literaturnachweisen versehen von Heinrich Wohlert, Lübeck: Schmidt 1911
- Die Bibliotheken des Domkapitels und der Bischöfe von Lübeck. In: Lübeckische Blätter 65 (1923) S. 295–296